# Argyle Cottage
Das Argyle Cottage ist ein Wohngebäude an der Main Street, der Hauptstraße der schottischen Stadt Renton in der Council Area West Dunbartonshire. Das Cottage liegt im Stadtzentrum. 1996 wurde das Bauwerk in die schottischen Denkmallisten in der Kategorie C aufgenommen.

## Beschreibung
Das Argyle Cottage stammt aus dem frühen 19. Jahrhundert und gehört damit mit zu den wenigen alten Gebäuden der Stadt, die bis heute erhalten sind. Es liegt von der Straße zurückversetzt und eine niedrige Mauer mit gusseisernem Zaun grenzt das Grundstück straßenseitig ab. Das Mauerwerk des zweistöckigen, länglichen Gebäudes besteht aus Sandstein. Der zentrale Eingangsbereich weist in westlicher Richtung und ist über drei Stufen zugänglich. Blendpfeiler flankieren die zweiflüglige Tür mit schlichtem Kämpferfenster. Auf beiden Seiten der Türe sind Fenster symmetrisch angeordnet. Das Satteldach ist mit grauen Schieferschindeln eingedeckt. Gesimse zieren die verhältnismäßig klein dimensionierten, giebelständigen Schornsteine.